# 福澤賞
福澤賞（ふくざわしょう）は、慶應義塾大学教員の中で学問水準の向上に寄与する研究業績を挙げた人物に贈られる学術賞である。慶應義塾学事振興資金により、昭和24年（1949年）以来毎年実施されている（受賞者が毎年居るわけではない）。慶應義塾創設者の福澤諭吉を称え、このような名称になっている。
「福澤賞」とは別に、「義塾賞」という学術上有益な研究業績、教育実践または教育行政上の功績を挙げた慶應義塾大学の教員に贈られる学術賞もある。

## 著名な受賞者
- 井筒俊彦（文、1949年）
- 武井武（工、1969年）
- 辻村江太郎(商，1981年)
- 島田晴雄（経済、1983年）
- 黒田昌裕（商、1983年）
- 宮家準（文、1985年）
- 巽孝之（文、1996年）
- 矢野誠（経済、2002年）
- 米沢富美子（理工、2002年）
- 金子郁容（総合政策、2004年）
- 稲崎一郎（理工、2006年）
- 冨田勝（環境情報、2009年）
- 池田真朗（法、2010年）
- 吉村泰典（医、2012年）
- 大西公平（理工、2012年）
- 吉野直行（経済、2013年）
- 朝吹亮二（法、2016年）
- 樋口美雄（商、2016年）
- 徳田英幸（環境情報、2016年）
- 曽我朋義（政策・メディア、2022年）